# Barqueiros (Mesão Frio)
Barqueiros es una freguesia portuguesa del concelho de Mesão Frio, con 4,76 km² de superficie y 844 habitantes (2001). Su densidad de población es de 177,3 hab/km².